# Піратство доби Стародавнього Риму
Піратство доби Стародавнього Риму це важлива галузь в історії Античності та Стародавнього Риму зокрема, оскільки це явище здійснювало відчутний вплив на римську економіку та політику протягом всієї його історії. Протягом століть з піратами так чи інакше контактували Гай Юлій Цезар, Спартак, Квінт Серторій, Публій Клодій та інші.

## Етимологія терміну.
Сучасне слово «пірат» своїм етимологічним корінням сягає грецької мови. Там воно пройшло три ступені еволюції, а саме: peira (випробовувати, пробувати), peirein (атакувати, випробовувати), peiratēs. Як ми бачимо, спочатку цей термін не передбачав жодної негативної конотації, адже спершу давньогрецькі пірати займались більше захистом своїх поселень, ніж грабунком сусідніх. Проте пізніше, коли грабіжницькі напади на сусідні поліси стали проводитись на регулярній основі, термін «пірат», відповідно, почав асоціюватись з насиллям, грабунком та злочинною діяльністю.
Саме з таким значенням цей термін пізніше перейшов в латину й, асимілювавшись до місцевої мовної традиції, почав вимовлятись як pirata. Потім він перейшов до давньо- та середньо- англійської мови, де, не змінившись й до сьогодення, закріпився як pirate.

## Загальні відомості та характеристика діяльності.
Важко точно сказати, коли точно зародилось піратство в Стародавньому Римі, проте логічно б припустити, що воно його супроводжувало це державне утворення з того часу, як Рим почав ставати могутнім. Відповідно, стаючи більш впливовим в Середземноморському регіоні, Рим починав контролювати все більше торгівельних морських шляхів, а подекуди й створював нові задля сполучення захоплених територій. Ці маршрути становили чималий інтерес для морських грабіжників.
Пірати в Середземномор’ї доби Стародавнього Риму були репрезентовані в основному кілікійцями, проте, само собою, піратським промислом міг займатись хто завгодно. Кілікійці — це нащадки хетського та ассирійського населення, яке осіло на південному сході Малої Азії. Вони вирізнялися незалежним характером та войовничістю. Кораблі кілікійців тероризували все Східне Середземномор’я. У греків навіть була приказка: «Три найгірших слова на букву К — каппадокійці, крітяни й кілікійці». Основна частина Кілікії була римською провінцією ще зі 101 року до н. е., але частина її територій залишалася непідконтрольною Риму.
До тих пір, поки Римська Республіка ще не стала одноосібним гегемоном в Середземномор’ї, піратство не було її основною проблемою. Також варто зазначити, що пірати в чималому об’ємі постачали рабів по всьому регіоні, а для аграрного устрою римського господарства вони становили високу цінність. З цього ми можемо зробити висновок, що до тих пір, поки Рим не став контролювати все Середземномор’я, інтереси піратів та Риму майже не перетинались, а подекуди навіть відбувалась взаємовигідна економічна кооперація. Свідчення про масштаби работоргівлі надає Страбон:
«Вивезення рабів змусило їх найбільше займатися їхніми злими справами, оскільки це виявилося найбільш вигідним. Не тільки тому, що їх було легко захопити, але й через ринок, який був великим і багатим майном, був не надто далеко, я маю на увазі Делос, який міг одночасно прийняти і відправити десять тисяч рабів; звідки виникла прислів'я: "Купець, припливай, розвантажуй свій корабель, все продано". Причиною цього було те, що римляни, розбагатівши після знищення Карфагена та Коринфа, використовували багато рабів; і пірати, побачивши легкий прибуток у них, розквітли у великій кількості, вони не тільки шукали здобич, але й торгували рабами. Правителі Кіпру і Єгипту співпрацювали з ними в цьому, будучи ворогами сирійців. Родійці також не були доброзичливими до сирійців, і тому вони не надавали їм допомоги. І в той же час пірати, претендуючи на работорговців, безперешкодно вели свою справу.»

## Піратство та юриспруденція.
Римська влада активного боролась з піратством та ухвалила низку законів, що встановлювали покарання за цю діяльність. В 103 році до Р.Х. народний трибун Луцій Апулей Сатурнін прийняв Закон «про переслідування піратів», в якому віднині пірати оголошувались ворогами всього культурного людства (Hostis humani generis). Піратський промисел визнавався міжнародним злочином й карався розп’яттям на хресті. Також цей закон передбачав наймання піратів на службу, покарання піратів за напад на римських громадян та союзників Риму. За переховування піратів передбачався штраф у розмірі 200 сестерцій срібла, що становило близько 200 кілограмів.

## Боротьба з піратством.
Вплив піратства на Рим та необхідність боротьби з ним лаконічно описав англійський історик Роберт Гарріс в своїй книзі «Імперіум» наступним чином:
«Те, що стояло перед Римом, було загрозою, що дуже відрізнялась від тієї загрози, яку становив звичайний ворог. Ці пірати були новим типом немилосердного ворога, що не мали ні уряду, який би їх представляв, ні жодних договорів, що б їх зобов'язували. [...] Вони були у всьому світі мором, паразитом, якого потрібно було викреслити...»
Рим почав активно боротись з піратством в І ст. до Р.Х., відколи почав самостійно контролювати значну частину Середземноморського регіону. Пірати до того часу вже теж зуміли акумулювати свої сили та ресурси задля протистояння Римові. Плутарх наступним чином описує масштаби їхньої присутності в регіоні:
«Їх флейти, струнні інструменти та посудина для пиття були вздовж кожного узбережжя, їх захоплення високопосадовців, і викуп захоплених міст, були ганьбою римського верховенства. Бо, бачите, кораблі піратів налічували більше тисячі, а міст, захоплених ними, чотири сотні.»
Значний вклад у боротьбу з піратством зробив Гней Помпей, котрий провів низку військових кампаній супроти кілікійців. Приводом до повномасштабної війни проти піратів стали наступні події. В 68 році до Р.Х. кілікійці захопили морський конвой, що прямував з Північної Африки до Риму та віз вантаж з хлібом. Після цього в Римі розпочався голод. Тактику його боротьби описав Плутарх:
«Він розділив води та прилеглі узбережжі Середземного моря на тринадцять районів, і призначив кожному командирів певну кількість кораблів командиром, і своїми силами, таким чином, розкиданими по всіх кварталах, він охопив цілі флоти піратських кораблів, що впали в його шлях, і відразу погнав їх і завів у порт; іншим вдалося розігнатися і втекти, і шукали свого вулика, як би поспішаючи з усіх кварталів до Кілікії. Проти цих Помпей мав намір виступити особисто зі своїми шістдесят найкращих кораблів. Однак він не плавав проти них, поки він повністю не очистив від їх піратів Тірренське море, Лівійське море та море про Сардинію, Корсику та Сицилію за сорок днів. Це пояснювалося його власною невтомною енергією та завзяттям лейтенантів.»
Таким чином він налагодив й оптимізував боротьбу з піратством. Проте не завжди піратів страчували. Тим, хто здався та був помилуваний, надавали землю, що знаходилась далеко від моря. Ці нагороди дозволили одержувачу чесно жити і водночас зменшували привабливість піратства. Політика Помпея щодо поєднання тиску, військової сили та переконанням видалась найбільш вдалим методом боротьби з піратством протягом більшої частини римського періоду.

## Цезар у піратському полоні.
Близько 76 року до н. е. Гай Юлій Цезар відправився на острів Родос з метою опанування ораторської майстерності у відомого ритора Аполлонія Молона. Дорогою до острова на галеру 25-річного Юлія Цезаря напали кілікійські пірати. Вони розуміли, що зуміли схопити багатого римського патриція й зажадали отримати чималий викуп за нього у розмірі 20 талантів срібла (близько 620 кг). Проте, на їхній подив, Цезаря така сума не влаштувала й він запропонував ще більший викуп за свою персону. Цей випадок описав Плутарх у «Порівняльних життєписах»:
«Коли пірати зажадали від нього викупу у двадцять талантів, Цезар розсміявся, заявивши, що вони не знають, кого захопили в полон, і сам запропонував дати їм п’ятдесят талантів».
Впродовж тривалого 38-денного заточення Цезар зумів подружитись з піратами й деякі з них навіть прислужували йому. Пізніше за нього заплатили викуп у розмірі півтори тисячі кілограм срібла. Прощаючись з піратами, Цезар пригрозив їм, що він повернеться до них та що вони потім будуть розіп’яті на хресті. Подальша каральна експедиція Цезаря сповна окупилась, адже він атакував їх в їхньому пристанищі. Бранців Цезар залишив у темниці міста Пергам, а сам поїхав у Мілет до римського намісника Марка Юнка. Цезар зажадав терміново покарати винуватців за всією суворістю закону. Свідчення про це епізод наводить Плутарх:
«Юнк, який дивився із заздрістю на захоплені гроші (бо їх було чимало), заявив, що займеться розглядом справи полонених, коли у нього буде час.»
Цезар не був задоволений такою відповіддю й тому сам повернувся до Пергаму, аби проконтролювати проведення страти. Светоній наводить детальний опис екзекуції піратів:
«Навіть у мстивих кривдах він був за своєю природою доволі милосердним, і навіть після піратського полону, він розіп'яв їх, оскільки заздалегідь присягнув, що він зробить це, але наказав спочатку їх порізати горло.»